# 姬拟唇鱼
姬拟唇鱼（学名：Pseudocheilinus evanidus）为輻鰭魚綱鱸形目隆頭魚亞目隆头鱼科的其中一種。

## 分布
本魚分布于印度太平洋區，包括東非、紅海、阿曼灣、模里西斯、葛摩、印度、馬爾地夫、日本、台湾、菲律賓、越南、印尼、澳洲、馬紹爾群島、薩摩亞群島、斐濟、密克羅尼西亞、馬里亞納群島、帛琉、新喀里多尼亞、關島、夏威夷群島、法屬波里尼西亞等海域。该物种的模式产地在夏威夷群岛。

## 深度
水深6至61公尺。

## 特徵
本魚體側扁，體型小，體呈橘紅色，體側具22條黃色細縱紋，尾鰭圓形；特徵是眼下方具一條白色短縱帶。背鰭硬棘9枚；背鰭軟條11至13枚；臀鰭硬棘3枚；臀鰭軟條9枚，體長可達8公分。

## 生態
本魚棲息於向海的斜坡或碎石區，夜晚在礁石凹縫處休息。屬肉食性，以小型無脊椎動物為食。

## 經濟利用
非食用魚，可做為觀賞魚。

## 扩展阅读
維基物種上的相關：姬拟唇鱼